# 363018 Wenda
363018 Wenda este o planetă minoră (asteroid) din centura de asteroizi. A fost descoperită pe 3 octombrie 1996 la Xinglong Station⁠(d) de Beijing Schmidt CCD Asteroid Program⁠(d). 
Obiectul prezintă o orbită caracterizată de o semiaxă mare de 2,3520129166105 UAi, o excentricitate de 0,24535353353969, o înclinație de 6,8441126618005 ° în raport cu ecliptica.